# Marktstraße 34 (Gernrode)

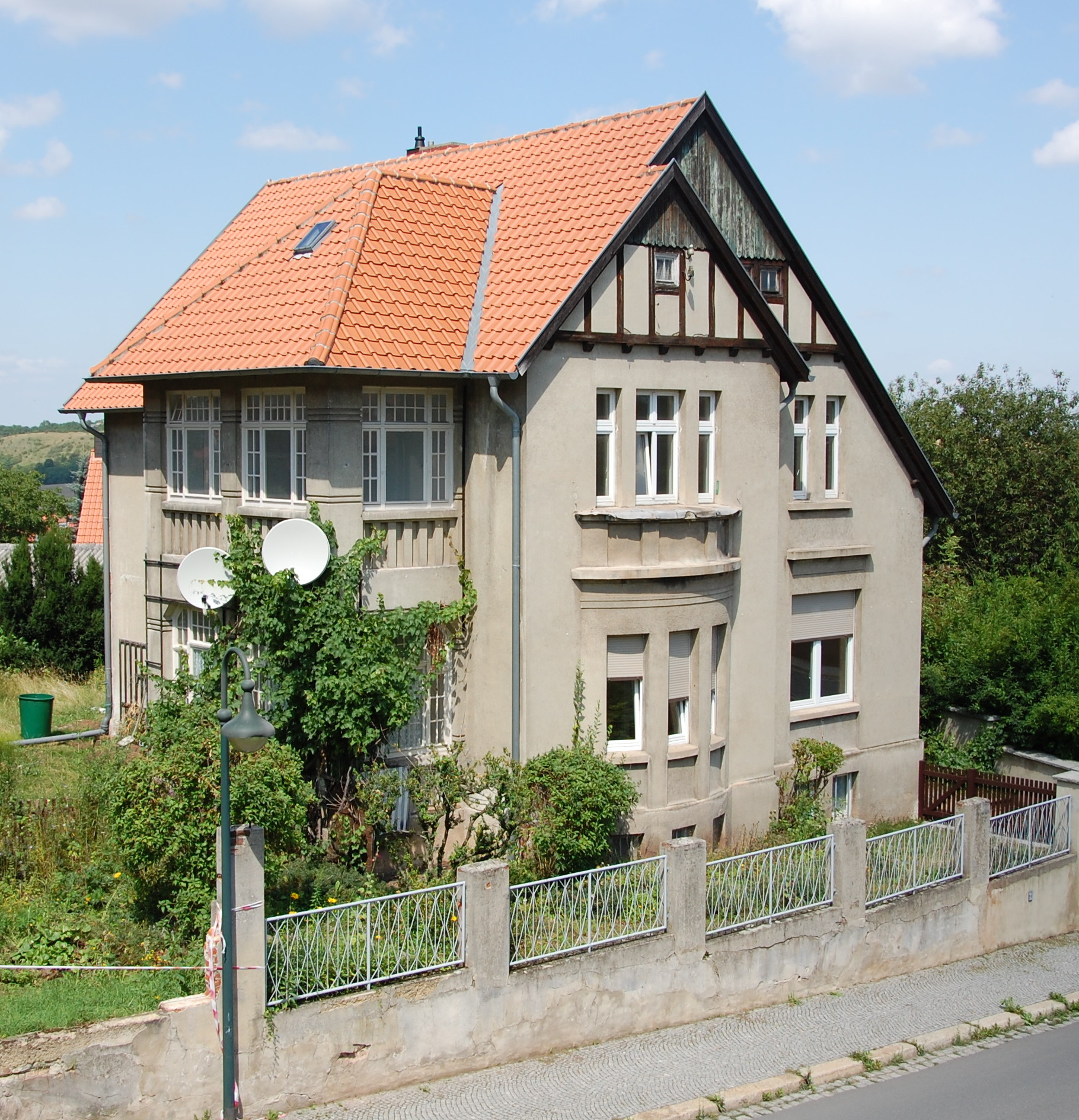
Haus Marktstraße 34

Das Haus Marktstraße 34 ist ein denkmalgeschütztes Gebäude in dem zur Stadt Quedlinburg in Sachsen-Anhalt gehörenden Ortsteil Stadt Gernrode.

## Lage
Es befindet sich im südlichen Teil der Gernröder Altstadt auf der Nordseite der Marktstraße, die hier einen Bogen beschreibt und ist im örtlichen Denkmalverzeichnis als Wohnhaus eingetragen.

## Architektur und Geschichte
Das an eine Villa erinnernde verputzte, markant gegliederte Gebäude entstand in der Zeit um 1910. Der zur Straße zeigende Giebel ist durch einen auf der Westseite bestehenden Risalit geprägt. Mittig am Risalit ist ein nur flach ausgebildeter Segmenterker vorhanden. Nach Südwesten besteht ein kurzer Gebäudeflügel, der mit einem Walmdach bedeckt ist.
Die Grundstückseinfriedung sowie die Gartengestaltung sind in Teilen noch bauzeitlich.